# Раждаемост в Иран
Иран се откроява сред всички страни в динамиката на раждаемостта: там е спаднало през 90-те години с изключително висок процент, който много автори считат за най-бързия в света. Преди това раждаемостта е изключително висока и е на ниво, характерно за развиващите се арабски и африкански страни, където има религиозни и социални норми, насочени към увеличаване на броя на децата в семейството (средно 40 – 50%, в страната имаше 40 до 50 раждания на 1000 население от цялото население). Понастоящем общият брой на плодовитостта в Иран според ООН е достигнал само 18% раждания на 1000 души от общото население (приблизително на равнището на развитите страни на Запада), което показва края на демографския преход в страната. Поради огромния спад на раждаемостта иранската възрастова структура също се е променила драстично: тя е станала много по-малка от младостта (под 30 години) – този дял е спаднал от изключително високо ниво от 72% през 1986 г. и 71% през 1991 г.  до 60% през 2006 г. и 55% през 2011 г., като процентът на възрастните и старите лица се увеличи рязко – от 3,1% и 3,5% до 5,2% и 5,7% или 2 пъти за същите години. Реалната демографска статистика унищожава преобладаващия стереотип, според който Иран, както всички останали страни от Близкия изток, е млада и подмладяваща държава.

## Динамика на раждаемостта в Иран от средата на 20 век до ислямската революция от 1979 г.
До средата на 20 век в Иран няма статистически данни за населението, така че динамиката на раждаемостта не е известна. Първите данни, които се появяват в началото на 50-те години, показват много висока раждаемост – почти 50 ‰ или на нивото на физиологичния максимум (т.е. на нивото на максималния възможен брой раждания за една жена). През 50-те години. поради икономическа модернизация, подобряване на жизнения стандарт, хранене и известно развитие на медицината в страната, започва бърз спад на смъртността: от 23,7 ‰ през 1951 – 56. до 17 ‰ през 1956 – 66 години. В резултат на това нарастването на населението между преброяванията от 1956 г. и 1966 г. достигна много висока стойност – 3,1% годишно. Следователно правителството на Шах Мохамад-Реза Пахлави, което искаше да превърне иранския манталитет в същото, както и на Запад, където вече имаше ниска раждаемост и нисък прираст на населението, изрази сериозна загриженост за такъв изключително бърз растеж на населението. Една година след преброяването през 1967 г. е въведена първата програма за семейно планиране. Тя има доста скромни резултати: раждаемостта намалява от 49 ‰ през 1966 г. до едва 40.1 ‰ през 1966 – 76. Смъртността обаче също не остана неподвижна и падна дори по-бързо от раждаемостта – до 13 ‰ през същия период. Ето защо естественото увеличение се е променило малко – до 2,7% годишно. Това беше така, защото програмата не беше достатъчно ефективна. Също така, самата популация все още не беше достатъчно модернизирана и не беше готова да приеме методи за семейно планиране.

## Фактори, които са засегнали бързото намаляване на раждаемостта
Сред тези фактори, следва да се отбележи бързото нарастване на градското население: според ООН, с много малка степен на 28% през 1956 г. до 50% през 1980 г. и 70% – на нивото на развитите страни в света – през 2010 г. Известно е, че гражданите в развиващия се свят, като правило, водят един модерен начин на живот и да имат много по-ниска раждаемост от селяните. Този фактор е работил в Иран. Най-важният фактор бе и ръстът на грамотността на жените. Интересно е, че иранското плодородието започна да пада в съответствие с демографската теория – когато женската грамотност е надвишила 40%, както се е случило в повечето страни. Модернизираното иранско население през 90-те години, за разлика от времето на шаха, лесно приема идеята за намаляване на раждаемостта. Една програма за семейно планиране, от своя страна, след 1989 г. е на разположение за всички заинтересовани лица, възможност за ползване на практики и техники за семейно планиране, която е направила възможно безпрецедентно бързо намаляване на броя на децата в семейството.  В същото време възрастта на брака се увеличи значително – за жените до 23,4 години според преброяването през 2011 г.  По този начин, Иран е преместен бързо от традиционните ориенталски семеен модел с много голям брой деца и ранните бракове в западен модел, където хората за първи път получат образование, а след това се ожени, и женен за ограничаване на броя на децата – обикновено струва два и често дори и един. Същото нещо се наблюдава и в Иран днес.